# Aso Hawleri
Aso Hawleri (eigentlich Aso Muhammad Hassan; weitere Namen sind Asad Muhammad Hasan und Asad Muhamad Amin Harki; * 1962 in Arbil, Irak) ist ein irakisch-kurdischer Islamist.
1991 kam er zur Islamischen Bewegung in Kurdistan, wo er 1997 in das Zentralkomitee aufstieg. Er befehligte das größte Regiment der Islamischen Bewegung, die Zweite Soran-Einheit. Nachdem es zu Konflikten mit der Führung der Islamischen Bewegung gekommen war, spaltete sich die Zweite Soran-Einheit von der Islamischen Bewegung 2001 ab.
Die Zweite Soran-Einheit ging im September 2001 in der Gruppe Dschund al-Islam auf. Führer war Abu Abdallah al-Shafi, sein Stellvertreter Aso Hawleri. Diese Vereinigung soll mit Billigung und Unterstützung von Al-Qaida geschehen sein. Als die Gruppe Dschund al-Islam sich am 10. Dezember 2001 mit einer anderen zur Gruppe Ansar al-Islam zusammenschloss, wurde Aso Hawleri zweiter Stellvertreter.
Ein gescanntes Bild von Aso Hawleris Ausweis wurde vom Journalisten Alan Cullison auf einem 2001 zurückgelassenen al-Qaida-Computer in Kabul entdeckt, was auf eine mögliche Ausbildung in Afghanistan schließen lässt.
Aso Hawleri wurde vom amerikanischen Militär am 10. Oktober 2003 in Mosul (Irak) festgenommen. Er befindet sich noch immer in US-Gefangenschaft.